# Licence

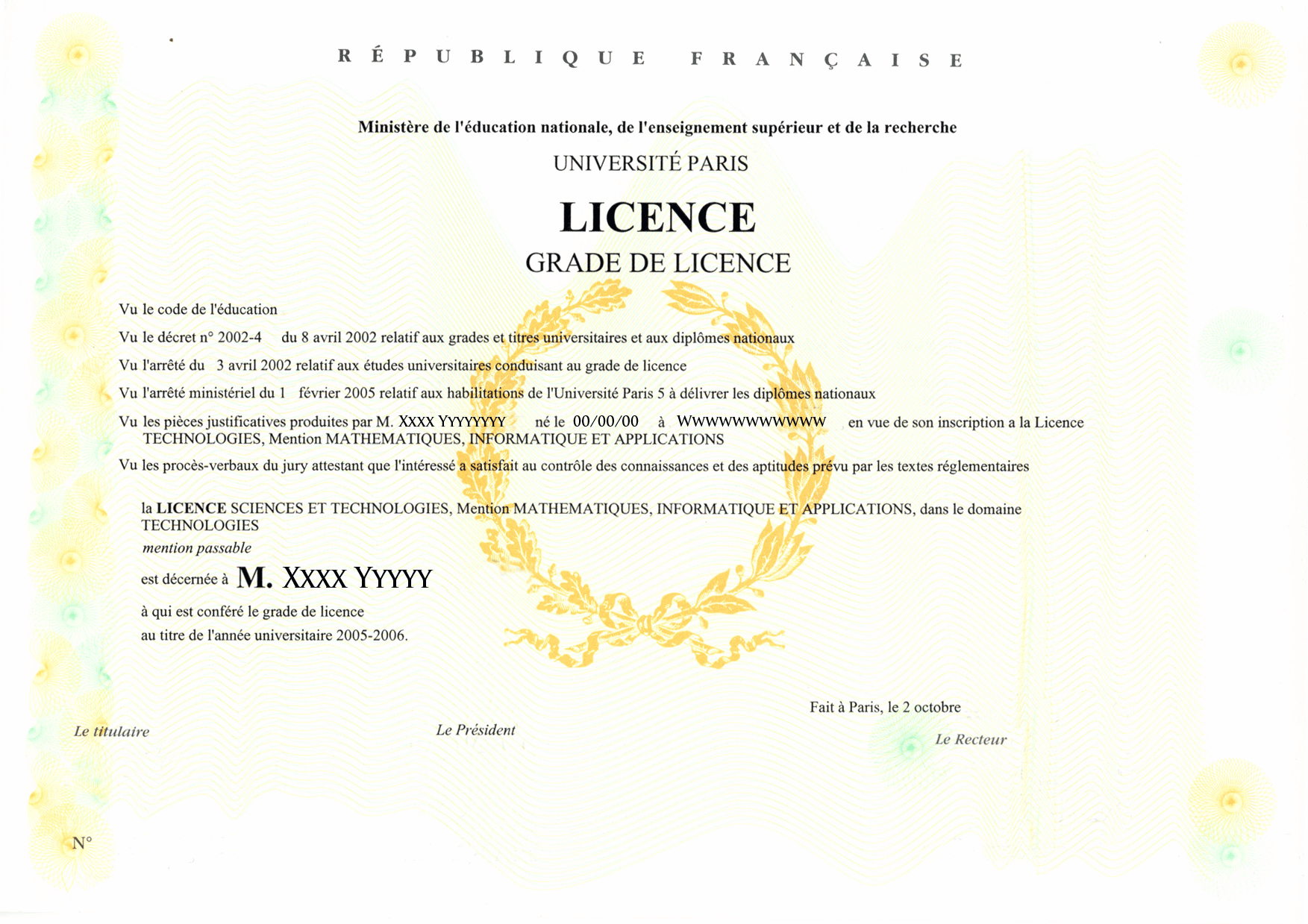

Die Licence ist ein akademischer Grad in frankophonen Ländern. 

## Frankreich
Die Licence ist ein Abschluss an französischen Universitäten, der nach erfolgreichem dreijährigem Studium verliehen wird. Voraussetzung für eine Aufnahme des Studiums zur Erlangung einer „Licence“ ist das Abitur (Baccalauréat). Im Zuge des Bologna-Prozesses stellt sie das französische Äquivalent des Bachelors dar und ist die erste Stufe des französischen LMD-Systems (Licence – Master – Doctorat, also Bachelor – Master – Doktor). Die Licence wird je nach Studienrichtung mit einem Zusatz versehen, so etwa „Licence en droit“ (Jura) oder „Licence en lettres“ (Geistes- und Sozialwissenschaften).
In Frankreich wurde der schon früher existierende Abschluss „Licence“ nicht im Rahmen des Bologna-Prozesses in „Bachelor“ umbenannt, da sonst Verwechslungsgefahr mit dem „baccalauréat“, dem französischen Abitur bestünde. „Bachelier“ bedeutet Abiturient.
Mit der Licence erwirbt der Student einer französischen Universität einen berufsqualifizierenden Abschluss. Viele Studierende verlängern ihr Studium noch, um nach weiteren zwei Jahren den Master-Abschluss zu erwerben. Bereits nach einem Jahr (Master 1) kann von den Universitäten die Maîtrise vergeben werden, die allerdings kein akademischer Grad, sondern nur eine staatliche Abschlussbezeichnung ist.

## Belgien
Im französischsprachigen Teil Belgiens ist die Licence ein akademischer Grad, der nach vier- bis fünfjährigem universitärem Studium verliehen wurde. Im Zuge des Bologna-Prozesses wurde dieser Abschluss durch den neuen akademischen Grad Master ersetzt. Inhaber einer Licence sind den Inhabern des neuen Mastergrades rechtlich gleichgestellt.

## Schweiz
In der französischsprachigen Schweiz entspricht die Licence ungefähr einem deutschen Magisterstudiengang oder einem angelsächsischen MA (4–6 Jahre). Auch sie wird sukzessive von „Maîtrise“ oder „Master“ (fünf Jahre) ersetzt. Siehe auch: Lizenziat